# 丸野城
丸野城（まるのじょう）は、宮崎県宮崎市大字鏡洲（かがみず）小字丸野にあった日本の城（山城）。築城者・築城年代とも不明。双石山（ぼろいしやま）から派生した山にあり、古くから「じょうやま」と呼ばれていたという以外、城についての記録がない。

## 概要
伊東氏や島津氏ら、室町・戦国時代に日向国を舞台に活躍した武将らの古文書や歴史資料に見えず、城跡についても『宮崎県史』や『宮崎県中近世城館跡緊急分布調査報告書1・2』などの書籍に掲載されていない。記録と言えるものは、2017年（平成29年）に立てられた現地看板のみ。「丸野城」という城名も小字から後からつけられたもの。
南西の双石山から加江田川と鏡洲川の合流ポイントに向けて延びてきた山稜（標高90メートル）の末端が城跡である。城跡だが電波塔が建設されている。現地看板には、宮崎県と宮崎市の文化財課の調査（年次不明）により 曲輪や空堀が確認されている、と書かれている。